# Trebinje
Trebinje (cyr. Требиње) – miasto w Bośni i Hercegowinie, w Republice Serbskiej, w jednostce administracyjnej o tej samej nazwie Trebinje.

## Geografia
Leży w Hercegowinie nad rzeką Trebišnjicą. Na wschód od miasta przebiega granica z Czarnogórą, a na południowy zachód z Chorwacją. Jest najdalej na południe położonym miastem kraju. Od Sarajewa dzieli je 230 km, Dubrownika – 27 km, a Podgoricy – 120 km.

## Historia

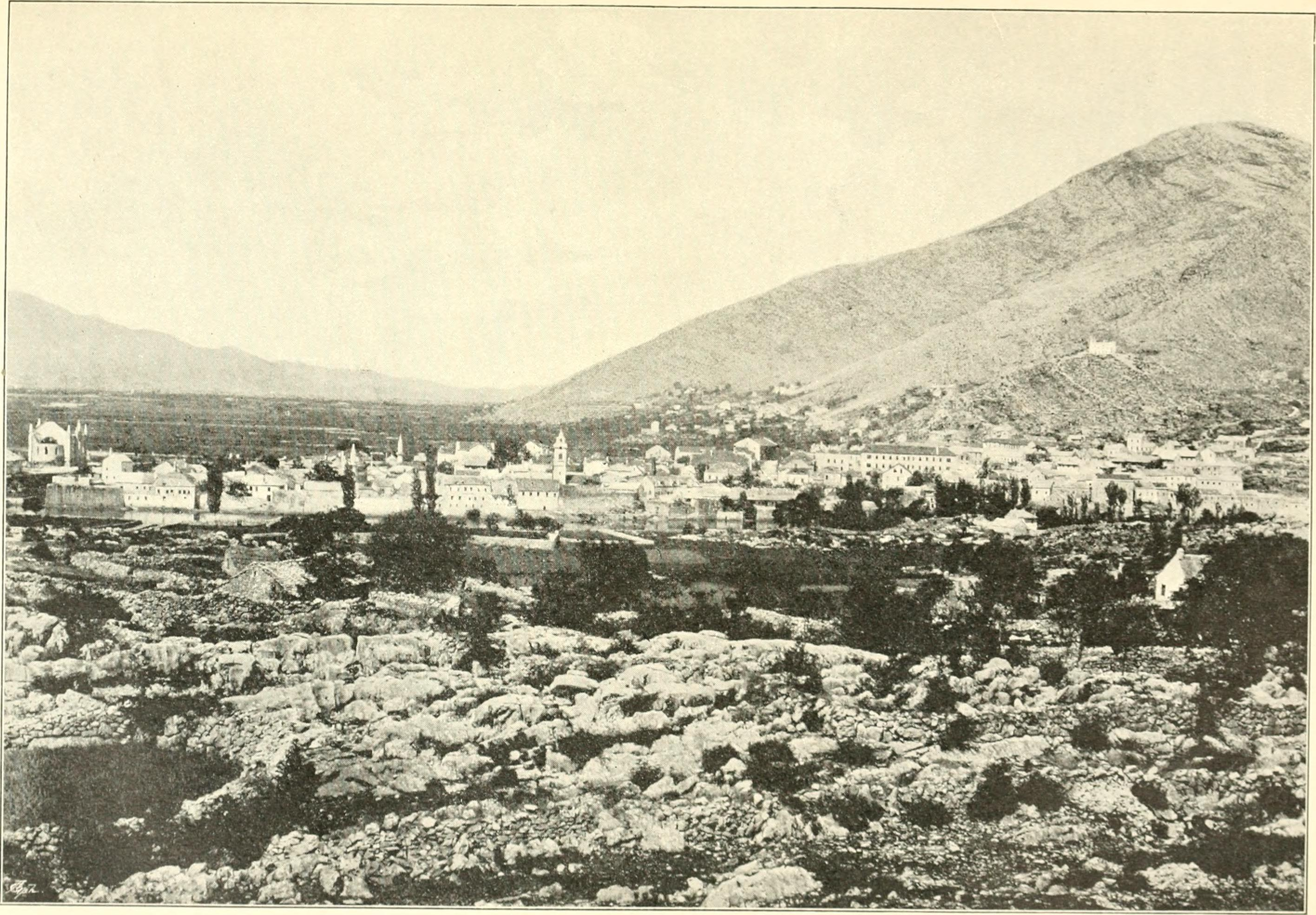
Trebinje (1897)

W miejscowości odnotowuje się ślady osadnictwa rzymskiego, w tym klasztor (monaster) Tvrdoš, zbudowany w IV w., następnie wielokrotnie zniszczony i odbudowywany. Nazwa osady pojawia się pierwszy raz w dziele De Administrando Imperio (O zarządzaniu państwem) Konstantyna VII Porfirogenety (905-959) w opisie geografii Serbów. W X w. miejscowość była siedzibą administracji Trawunii (Trebinii), państwa plemiennego Trawunian (Trebinian).
Miasto do połowy XIV wieku należało do Serbii. Funkcjonowało pod nazwami: Travunia i Tribunia. W 1377 roku zostało włączone do Królestwa Bośni. W latach 1466–1878 znajdowało się pod panowaniem osmańskim. Osmanie wznieśli mury miejskie, rynek, dwa meczety i wieżę zegarową. Na zachodnim brzegu Trebišnjicy powstała twierdza. Wielu Turków osiedliło się w tym rejonie ze względu na utratę kontroli nad czarnogórskim Hercegiem Novim. W 1878 roku Trebinje stało się częścią Austro-Węgier. W 2000 roku zbudowano cerkiew Hercegovačka Gračanica, pełniącą funkcję mauzoleum.

## Galeria

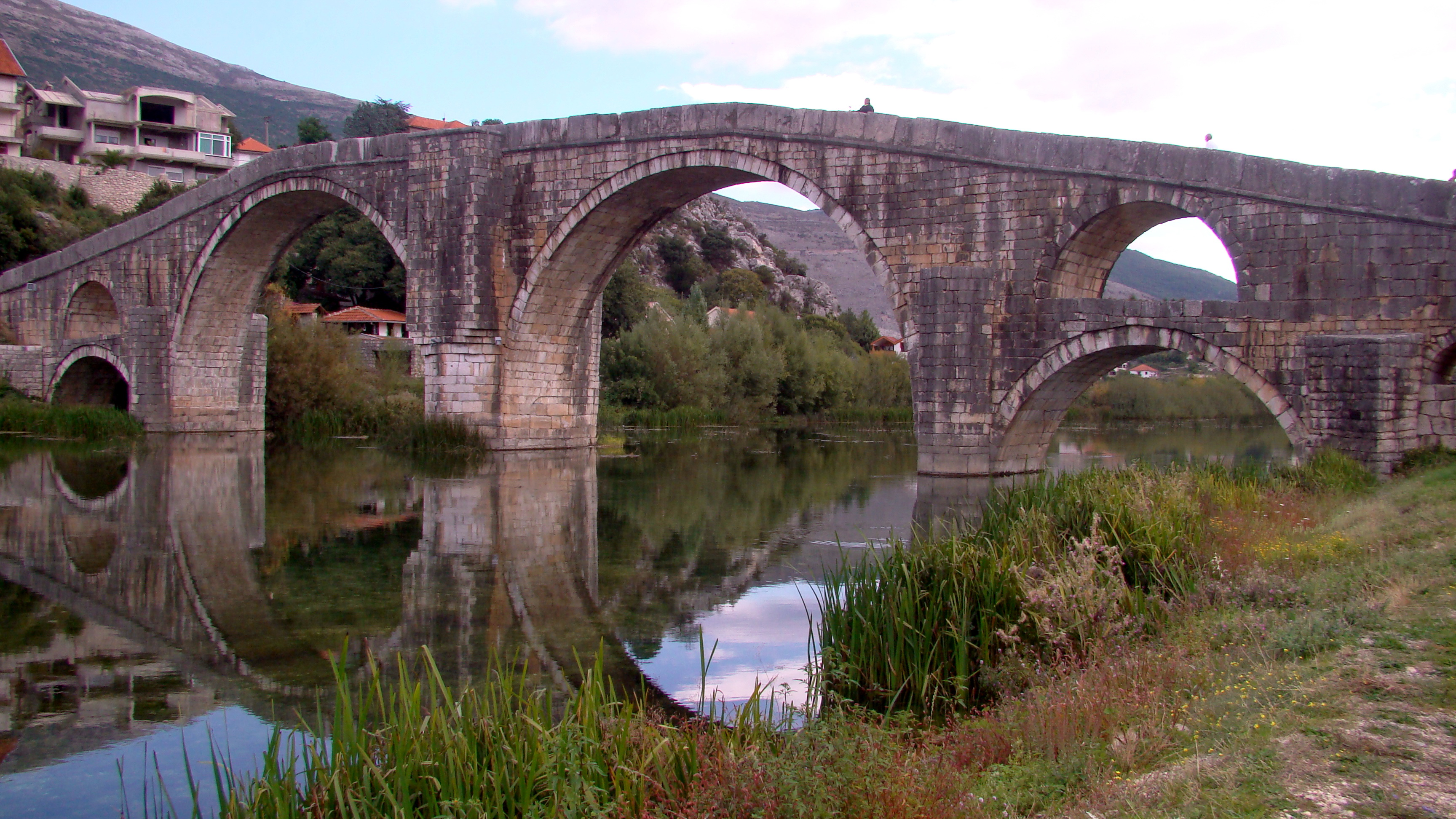
Most Arslanagicia
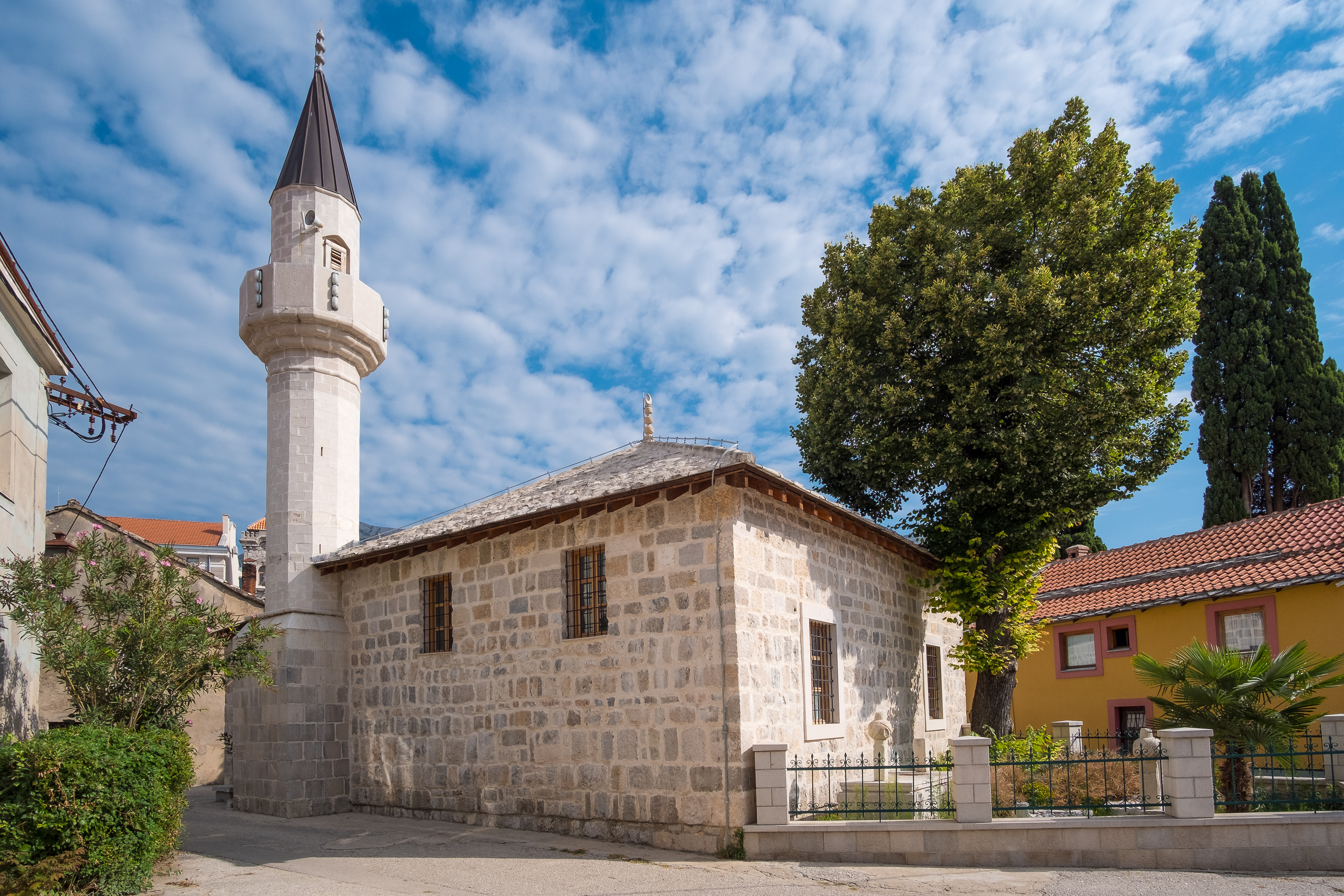
Careva džamija
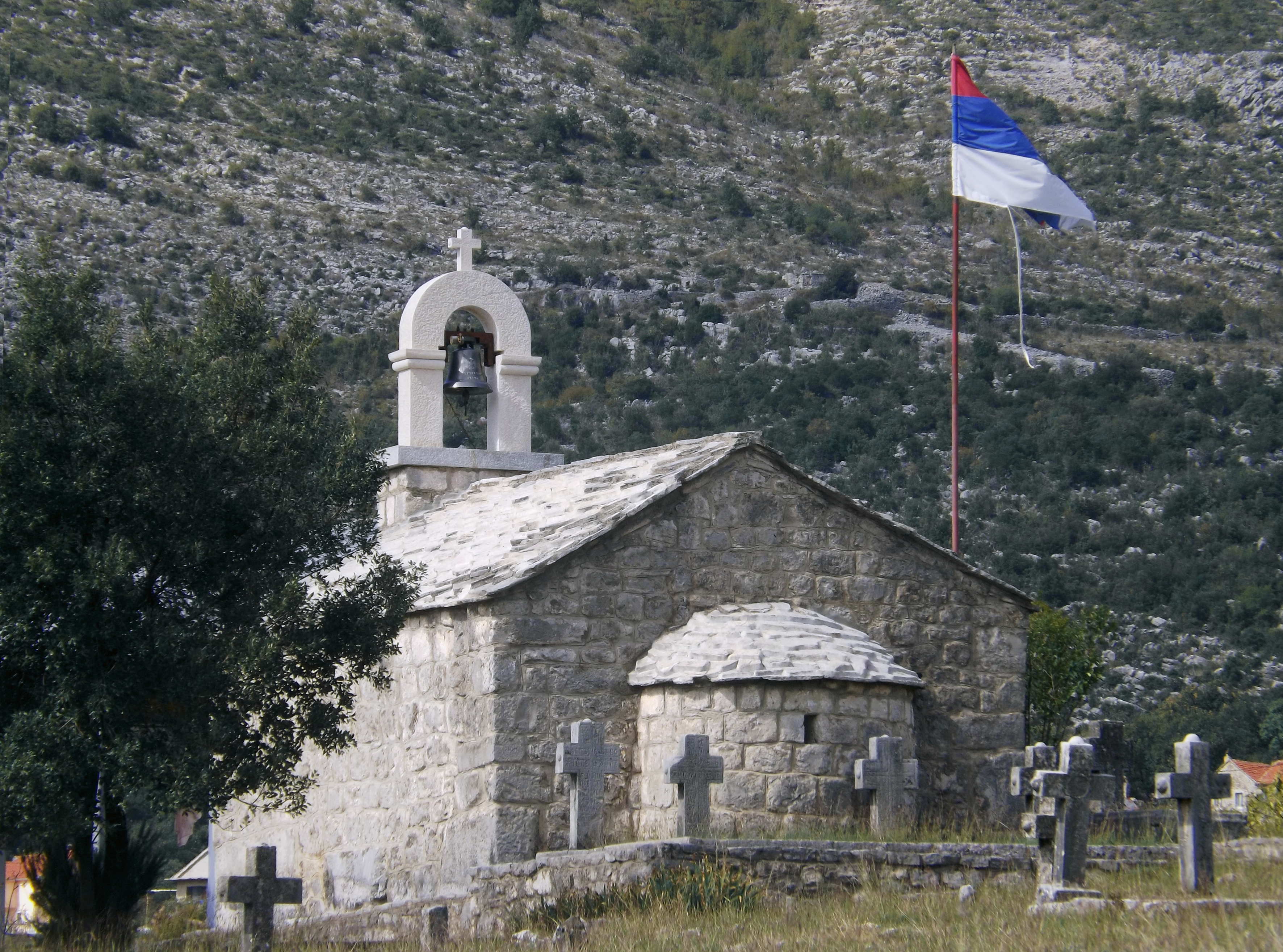
Cerkiew św. Jerzego
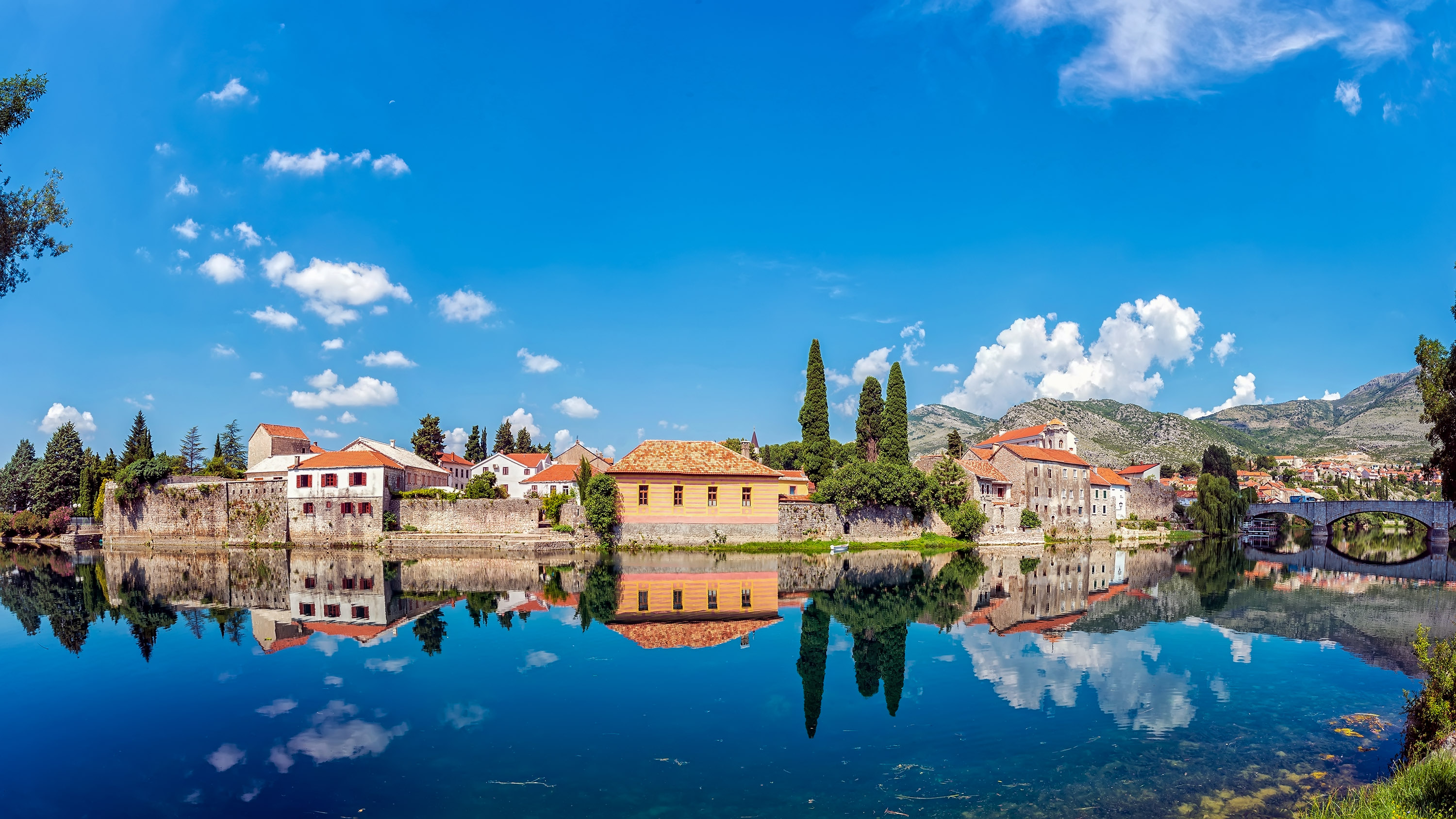
Rzeka Trebišnjica